# الشریعه
الشریعه (به عربی: الشریعة) یک پیست اسکی در الجزایر است که در استان البلیده واقع شده‌است.